# Peder Paars (skib, 1985)
Peder Paars var en færge, der blev afleveret til DSB Færger i 1985. Mellem 1991 og 2000 gjorde den tjeneste som Stena Invicta for Stena Line. Siden 2000 har skibet tilhørt Color Line og båret navnet Color Viking. Skibet overtages i løbet af de første måneder af 2023 af det græske rederi SeaJets.

## Baggrund
I september 1983 bestilte DSB Færger to store bil- og passagerfærger til ruten mellem Aarhus og Kalundborg. Skibene blev bygget på Nakskov Skibsværft, og Peder Paars blev leveret som det første i oktober 1985. Navnet blev hentet fra Ludvig Holbergs parodi på Æneiden, hvor helten Peder Paars netop foretog en rejse mellem Kalundborg og Aarhus.

## Tjeneste
Peder Paars sejlede sin første tur på ruten 19. november 1985. Trafiksituationen på Kattegat udviklede sig således, at DSB efter fem år ikke mente at have behov for to så store færger på ruten, og i oktober 1990 blev både Peder Paars og søsterskibet Niels Klim solgt til Stena Line, med virkning fra maj 1991. Den 19. maj 1991 blev de begge trukket ud af tjeneste og erstattet med de mindre færger Ask og Urd. Dagen efter blev Peder Paars omdøbt til Stena Invicta, og sendt til Schichau-Seebeckswerft i Bremerhaven, Tyskland. Der blev det ombygget til tjeneste i Den Engelske Kanal i Stena Lines datterselskab Sealink Stena Line, og blev registreret i Storbritannien med Dover som hjemhavn. Den 8. august 1991 sejlede Stena Invicta første gang på ruten mellem Dover og Calais.
Efter dannelsen af rederiet P&O Stena Line, blev Stena Invicta lagt op den 18. februar 1998. I april samme år blev skibet chartret ud til Silja Line i Finland for sommersæsonen 1998. Hun beholdt sit navn, men Silja Line markedsførte skibet som Wasa Jubilee i anledning af 50-året for færgefarten fra Vaasa i Finland og navnet fik en prominent plads på skibssiden. Skibet betjente ruten mellem Vasaa og Umeå i Sverige fra 20. april til 15. september 1998. Den følgende måned ankom Stena Invicta til Zeebrugge, hvor det blev lagt op. I november 1999 skibet overført fra Stena Line til P&O Stena Line. I december blev hun chartret af Stena Line U.K. til ruten mellem Holyhead og Dún Laoghaire, med første tur 12. december 1999. Ved udgangen af februar 2000 skiftede hun til ruten Fishguard—Rosslare, men allerede 20. marts 2000 blev hun trukket ud af tjeneste.
I april 2000 blev Stena Invicta chartret af Color Line i Norge, med en option på køb. Skibet blev registreret i Nassau, Bahamas, ombygget i Drammen og omdøbt til Color Viking. Den 14. juni debuterede skibet på ruten mellem Sandefjord og Strömstad. I maj 2001 udnyttede Color Line sin købsoption. Color Viking fik i samme forbindelse hjemhavn i Sandefjord, og betjener stadig (juli 2022) ruten til Strömstad.
Efter at sejlet på ruten mellem Sandefjord og Strömstad i mange år, sammen med den år 1971-byggede Bohus, blev Bohus i 2019 erstattet af et helt nybygget skib med navnet, Color Hybrid.
I november 2022 annoncerede Color Line, at skibet ville blive taget ud af drift sammen med fragtskibet Color Carrier på Oslo-Kiel ruten på grund af stigende brændstof- og energiomkostninger.